# Lycaena stygianus
Lycaena stygianus är en fjärilsart som beskrevs av Butler 1880. Lycaena stygianus ingår i släktet Lycaena och familjen juvelvingar. Inga underarter finns listade i Catalogue of Life.